# ГЕС Wawushan
ГЕС Wawushan (瓦屋山水电站) — гідроелектростанція у центральній частині Китаю в провінції Сичуань. Знаходячись перед ГЕС Huluba (26 МВт), становить верхній ступінь каскаду на річці Zhougong, правій притоці Qingyi, котра в свою чергу приєднується ліворуч до Дадухе незадовго до устя останньої на правобережжі Міньцзян — великої лівої притоки Янцзи.
В межах проекту річку перекрили кам'яно-накидною греблею із бетонним облицюванням висотою 139 метрів, довжиною 277 метрів та шириною по гребеню 8 метрів. Вона утримує витягнуте на 19 км водосховище з площею поверхні 13,4 км2 та об'ємом 548,3 млн м3, в якому припустиме коливання рівня у операційному режимі між позначками 1020 та 1080 метрів НРМ (під час повені до 1082,8 метра НРМ).
Зі сховища під лівобережним гірським масивом прокладено дериваційний тунель довжиною 4,8 км з діаметром 6,2 метра, який переходить у напірний водовід довжиною понад 1 км з діаметром 5,8 метра. В системі також працює вирівнювальний резервуар висотою 107 метрів та діаметром 16 метрів.
Основне обладнання станції становлять дві турбіни типу Френсіс потужністю по 130 МВт (номінальна потужність станції рахується як 240 МВт), котрі використовують напір у 253 метра та забезпечують виробництво 699 млн кВт-год електроенергії на рік.